# Chiesa di Santo Stefano (Castaneda)
La chiesa di Santo Stefano è un edificio religioso barocco che si trova a Castaneda.

## Storia
La prima citazione dell'edificio risale al 1544, ma successivamente la chiesa fu rimaneggiata e riconsacrata (nel 1633). Nel 1932 la chiesa fu ulteriormente modificata con l'aggiunta di una navata e del campanile; nella stessa occasione fu anche decorato il coro. All'interno si trovano decorazioni secentesche.